# Georg Lundborg
Einar Georg Lundborg, född 19 januari 1907 i Åhus församling, Kristianstads län, död 24 januari 2003 i Kristianstads Heliga Trefaldighets församling, var en svensk jurist.
Lundborg, som var son till köpman Per Lundborg och Nilla Svensson, avlade studentexamen i Kristianstad 1927, tjänstgjorde vid landsstaten 1928–1937, blev juris kandidat vid Lunds universitet 1937 och genomförde tingstjänstgöring 1937–1940. Han var länsnotarie 1940–1948, blev förste kanslisekreterare vid inrikesdepartementet 1950 (extra ordinarie 1948), länsassessor i Kristianstads län 1951, förste länsassessor där 1953, landssekreterare från 1954 samt var länsråd och landshövdingens ställföreträdare 1971–1972.